# Irredentismo español

Mapa de algunos territorios irredentos españoles.

El irredentismo español es un movimiento reivindicativo que pretende la recuperación de un territorio que se considera ocupado por otro Estado extranjero. El principal objetivo irrendentista español ha estado enfocado únicamente en la colonia británica de Gibraltar, que es considerado territorio irredento. A lo largo de la historia han existido otras propuestas irrendentistas minoritarias, que incluyen Portugal, Andorra, el Rosellón (incluida la Cerdaña), la Baja Navarra, la isla de Cerdeña, los Pirineos Franceses y buena parte del norte de África (incluidas la antigua provincia del Sáhara Occidental Español y el antiguo protectorado español de Marruecos). 
El irredentismo español alcanzó su punto álgido en los años posteriores a la Guerra Civil, después de la victoria del bando nacional, en un período histórico marcado por las políticas del Lebensraum de la Alemania Nazi de Hitler y el Spazio Vitale de la Italia Fascista de Mussolini. Muchos intelectuales del entorno falangista, alegaban que la nación española estaba constituida por la totalidad de la península ibérica, las antiguas posesiones de las coronas de Castilla y Aragón, así como por parte del norte de África (principalmente Marruecos y Argelia), herencia de la provincia romana de la Hispania Transfretana, unida políticamente al resto de la Hispania europea, con la que compartía los mismos lazos culturales y étnicos, antes de la invasión árabe. También se encuadró dentro del irredentismo español, la creación de un «bloque hispano», junto a las naciones de Hispanoamérica, antiguos territorios del Imperio Español, para frenar la influencia anglosajona en el mundo. 
En la actualidad, el irredentismo español carece de importancia política, más allá de la reivindicación de Gibraltar y en algunos sectores Puerto Rico como partes de España por distinto sectores.

## Gibraltar

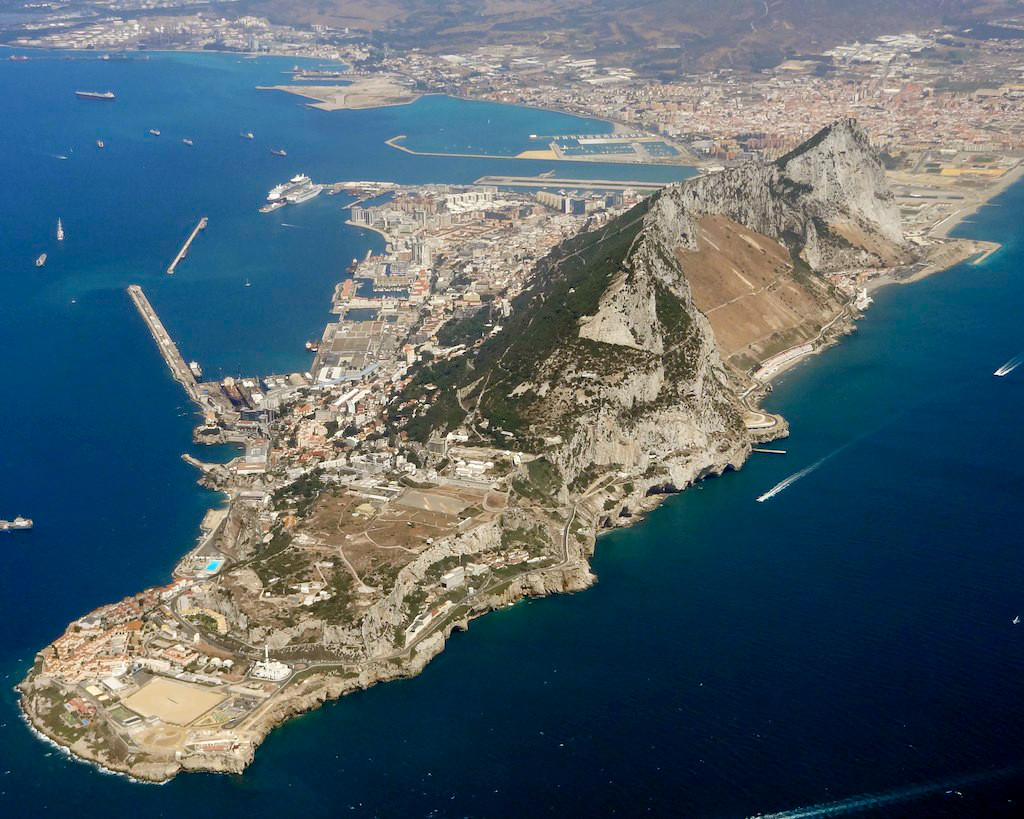
Vista aérea del peñón de Gibraltar.

Gibraltar es el territorio que España reclama con más fuerza desde hace siglos y que actualmente reivindica la mayor parte de la sociedad española.
Desde su reconquista definitiva en 1462 Gibraltar era un territorio muy importante para controlar la entrada del Mediterráneo junto a Tarifa, llegando a ser altamente distinguido por los Reyes Católicos. Su posición estratégica y lo complicado de su orografía hacían a este bastión un lugar clave.
El 4 de agosto de 1704 durante la guerra de sucesión española las tropas anglo-holandesas con algunos austracistas catalanes desembarcaron, con una fuerza de 12000 hombres y 1500 cañones con apoyo de la armada, en Gibraltar en Catalan bay y sobrepasaron a las débiles defensas españolas. El gobernador Diego de Salinas capituló ante el príncipe de Hesse-Darmstadt, quien tomó posesión en nombre del rey Carlos III de España, entonces rival en el trono a Felipe V de España. Como el Cabildo de Gibraltar decidió no jurar fidelidad a pretendiente Carlos, en los días siguientes se llevó a cabo el éxodo. Los antiguos habitantes se llevaron de la ciudad los atributos identificativos de esta: pendones, archivos, sellos, documentos, imágenes religiosas, libros de registros parroquiales con actas de nacimientos, defunciones y bodas, etc. encabezando la marcha el regidor Bartolomé Ruiz Varela, hacia la ermita de San Roque, origen del actual San Roque. Aunque Francia y España intentaron recuperarla, el poderío inglés en el mar hizo imposible la recuperación del peñón. En seguida la ciudad se fue repoblando con colonos ingleses, malteses, genoveses o portugueses, quedando la marca española en la ciudad reducida al mínimo.
El 13 de julio de 1713 se firmó el tratado de Utrecht entre el reino de Gran Bretaña y el reino de España, donde se reconocía a Felipe V como rey de España y se cedían Gibraltar y Menorca -recuperada definitivamente en 1802- a Reino Unido. Por este tratado, España cedía a perpetuidad el puerto, castillo y ciudad de Gibraltar a Gran Bretaña sin jurisdicción alguna, estableciéndose, no obstante, una cláusula por la cual si el territorio dejaba de ser británico, España tendría la opción de recuperarlo. Para frenar una posible expansión británica en el sur de España, inició en 1730 la construcción la Línea de Contravalación de Gibraltar -que fue volada durante la Guerra de Independencia en 1810- lo que estableció una zona neutral en el istmo. Esta zona neutral sería violada en diversas ocasiones durante los siglos XIX y XX. Así por ejemplo, durante la guerra civil española se construyó el hoy aeropuerto de Gibraltar en la zona neutral de Gibraltar. Estas sucesivas vulneraciones de la frontera han sido duramente criticadas por España ya que considera que son ilegales desde el punto de vista del derecho internacional.
Durante la segunda guerra mundial Hitler planeó mediante la operación Félix tomar Gibraltar con ayuda de España y después de la guerra devolvérsela a los españoles. El gobierno de Franco rechazó entonces la propuesta dado que prefería mantener la no beligerancia.
En los sucesivos años se endurecieron las medidas contra la colonia que llevaron al cierre de la frontera (la verja) desde 1969 hasta 1982 y la aceptación en la ONU de la reclamación española para el fin de la colonia de Gibraltar. El Reino Unido respondió con un referéndum en el que se dio un no a España por parte de una población que al no ser descendiente de españoles, no tener ningún lazo cultural con estos y vivir mejor con Reino Unido no quería modificar su estatus. Con la llegada de la democracia las relaciones han ido relajándose o tensionándose cada cierto tiempo. En los últimos años Gibraltar reclama unas aguas jurisdiccionales que Utrecht no otorgaba, si bien en esa época no había ningún tipo de jurisdicción sobre el mar, que fue algo posterior.
España reclama este enclave por ser parte de España como antiguo propietario de la región y coincidir su historia con el territorio peninsular, incluido el peñón. Así mismo la presencia de una colonia en un antiguo asentamiento español de la península es visto para la mayoría de la población un insulto al honor de la identidad española. La mayor parte de los partidos políticos españoles reivindican su vuelta a soberanía española, así como la mayor parte de la sociedad.

## Cardenal Cisneros

Evolución de las posesiones y reclamaciones españolas en el Golfo de Guinea (1778-1968).

El cardenal Cisneros, fue una figura clave en la España de los Reyes Católicos, destacando como arzobispo de Toledo, inquisidor general y regente. Abogó por la expansión española en África: A finales del siglo XV y principios del XVI, España emprendió varias campañas militares en el norte de África con el objetivo de conquistar plazas estratégicas y controlar rutas comerciales. Las motivaciones de Cisneros: el cardenal veía en la conquista de África como una continuación de la Reconquista, una cruzada contra el Islam y una forma de afirmar el poderío español y recuperar la Hispania Transfretana, territorio irredento para los reinos católicos de la península ibérica. 

## Reivindicaciones minoritarias
En los años que abarcaron desde el comienzo de la guerra civil española en 1936 hasta el éxito alemán en la Segunda Guerra Mundial en noviembre de 1942, los intelectuales del fascismo español expresaron interés en la expansión territorial y en la restauración interna de España, convirtiendo a España en una potencia mundial, por lo que abogaban por la creación de un bloque hispano con Hispanoamérica para frenar la influencia de los Estados Unidos, y por el establecimiento de la acción civilizadora en Marruecos así como el control del estrecho de Gibraltar. Entre estos intelectuales se hallaban Fermín Yzurdiaga, Ernesto Giménez Caballero, José María de Areilza, Fernando María Castiella, Pedro Laín Entralgo, Antonio Tovar o Santiago Montero Díaz, en cuyo programa reivindicativo se hallaba el Rosellón y la Cerdaña. José María Cordero Torres concebía un espacio vital que abarcaba el norte de África y África ecuatorial, y en el que se consideraba como partes de España a Andorra, Rosellón, Cerdaña, el País Vasco francés, y por supuesto Gibraltar.
En el terreno político, el nuevo Estado español franquista prestó consideración a la incorporación de Portugal, incluso el propio Francisco Franco, aunque finalmente la diplomacia española consideró el alejamiento de Portugal de la alianza británica y englobarla en una alianza subordinada a España.